# Campeonato Mundial de Curling Mixto de 2015
El I Campeonato Mundial de Curling Mixto se celebró en Berna (Suiza) entre el 12 y el 19 de septiembre de 2015 bajo la organización de la Federación Mundial de Curling (WCF) y la Federación Suiza de Curling.
Las competiciones se realizaron en EL CBA Curling Bahn Allmend de la ciudad suiza.

## Cuadro final
|  | Clasif. a cuartos | Clasif. a cuartos |           |         | Cuartos de final | Cuartos de final |       |              | Semifinales  | Semifinales |  |  | Final | Final |
|  |                   |                   |           |         |                  |                  |       |              |              |             |  |  |       |       |
|  |                   |                   |           |         |                  |                  |       |              |              |             |  |  |       |       |
|  |                   |                   |           |         |                  |                  |       |              |              |             |  |  |       |       |
|  |                   |                   |           |         |                  |                  |       |              |              |             |  |  |       |       |
|  | Suecia            | 5                 |           |         |                  |                  |       |              |              |             |  |  |       |       |
|  | Suecia            | 5                 | Suiza     | 6       |                  |                  |       |              |              |             |  |  |       |       |
|  |                   | Suiza             | Suiza     | 6       | 4                |                  |       |              |              |             |  |  |       |       |
|  | Escocia           | Suiza             | 4         |         | 4                | Suecia           | 6     |              |              |             |  |  |       |       |
|  | Escocia           |                   | 4         |         |                  | Suecia           | 6     |              |              |             |  |  |       |       |
|  |                   |                   |           | Rusia   | 5                |                  |       |              |              |             |  |  |       |       |
|  | Rusia             | 8                 |           | Rusia   | 5                |                  |       |              |              |             |  |  |       |       |
|  | Rusia             | 8                 | Italia    | 4       |                  |                  |       |              |              |             |  |  |       |       |
|  |                   | Canadá            | Italia    | 4       | 3                |                  |       |              |              |             |  |  |       |       |
|  | Canadá            | Canadá            | 7         |         | 3                | Suecia           | 3     |              |              |             |  |  |       |       |
|  | Canadá            |                   | 7         |         |                  | Suecia           | 3     |              |              |             |  |  |       |       |
|  |                   |                   |           | Noruega | 5                |                  |       |              |              |             |  |  |       |       |
|  | Alemania          | 3                 |           | Noruega | 5                |                  |       |              |              |             |  |  |       |       |
|  | Alemania          | 3                 | China     | 5       |                  |                  |       |              |              |             |  |  |       |       |
|  |                   | China             | China     | 5       | 8                |                  |       |              |              |             |  |  |       |       |
|  | Hungría           | China             | 4         |         | 8                | China            | 3     | Tercer lugar | Tercer lugar |             |  |  |       |       |
|  | Hungría           |                   | 4         |         |                  | China            | 3     | Tercer lugar | Tercer lugar |             |  |  |       |       |
|  |                   |                   |           | Noruega | 7                |                  |       |              |              |             |  |  |       |       |
|  | Estados Unidos    | 5                 |           | Noruega | 7                |                  |       |              |              |             |  |  |       |       |
|  | Estados Unidos    | 5                 | Dinamarca | 5       |                  |                  | Rusia | 4            |              |             |  |  |       |       |
|  |                   | Noruega           | Dinamarca | 5       | 7                |                  | Rusia | 4            |              |             |  |  |       |       |
|  | Noruega           | Noruega           | 10        |         | 7                | China            | 5     |              |              |             |  |  |       |       |
|  | Noruega           |                   | 10        |         |                  | China            | 5     |              |              |             |  |  |       |       |

## Medallistas
| Evento       | Oro                                                                    | Plata                                                              | Bronce                                               |
| ------------ | ---------------------------------------------------------------------- | ------------------------------------------------------------------ | ---------------------------------------------------- |
| Equipo mixto | Noruega · Steffen Walstad · Julie Molnar · Sander Rølvåg · Pia Trulsen | Suecia · Rasmus Wranå · Zandra Flyg · Joakim Flyg · Johanna Heldin | China Ji Yansong Zheng Chunmei Guo Wenli Gao Xuesong |